# Bruce Rappaport

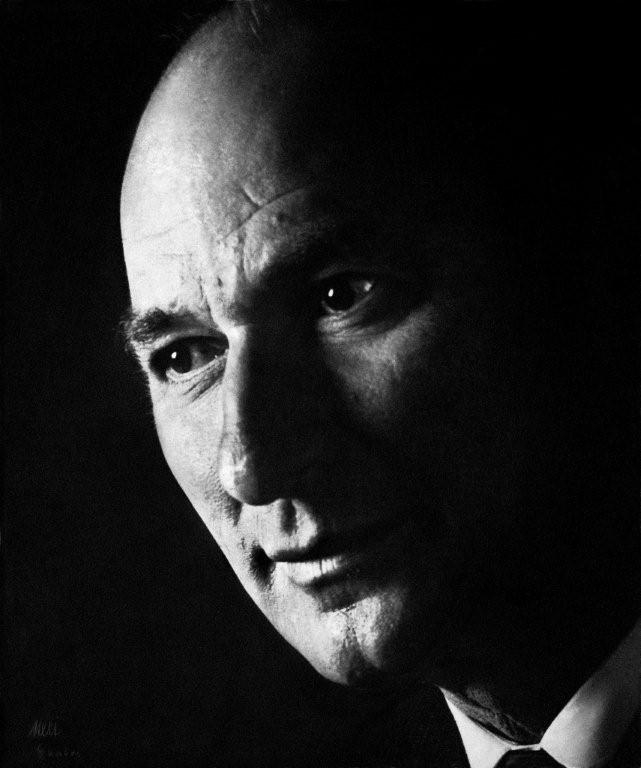
Bruce Rappaport

Baruch „Bruce“ Rappaport (hebräisch ברוך (ברוס) רפפורט; * 15. Februar 1922 in Haifa, Mandatsgebiet Palästina; † 8. Januar 2010 in Genf, Schweiz) war ein israelischer international tätiger Unternehmer, Bankier und Finanzier. Er unterhielt ein globales Geschäftsimperium im Bereich Schifffahrt und Erdölhandel über hunderte von Briefkastengesellschaften, die an Orten wie Panama, Liberia und Antigua und Barbuda registriert waren. Rappaport wurden Kontakte zu der internationalen organisierten Kriminalität und Geheimdiensten wie der CIA und dem Mossad nachgesagt. Obwohl er mehrmals angeklagt wurde, ist er nie strafrechtlich verurteilt worden.

## Laufbahn

### Frühes Leben
Rappaport wurde im Mandatsgebiet Palästina als Kind russisch-jüdischer bzw. ukrainisch-jüdischer Eltern geboten, die in ihrer neuen Heimat ein Zementunternehmen aufbauten. Er diente in den britischen Streitkräften und soll für diese im Zweiten Weltkrieg in Afrika gekämpft haben. Er diente auch in der Hagana bzw. den Israelischen Verteidigungsstreitkräften. Rappaport gehörte zu den Gründern der israelischen Militärpolizei und arbeitete nach Abschluss seiner juristischen Ausbildung 1953 als Militärrichter. Nachdem ein Betrugsschema mit einem lokalen Kriminellen aufgeflogen war, floh er aus Israel und ließ sich in der Schweiz nieder. Er gründete in Genf die Société Générale de Surveillance und die Swiss-Israel Trade Bank, wobei er bei seinen Aktivitäten von Gideon Persk, dem Bruder von Shimon Peres und Agenten des Mossad unterstützt worden sein soll. 1959 gründete er die Unternehmen International Maritime Services und International Maritime Supplies Company Limited und baute in Zusammenarbeit mit der griechischen Reederfamilie Kulukundis ein globales Schifffahrt- und Handelsimperium auf. Er war als Staatsbürger von Panama, Costa Rica, Israel und der Schweiz eingetragen.

### Inter Maritime Bank
1965 gründete Rappaport die Inter Maritime Bank in Genf, welche über hunderte Tochter- und Briefkastengesellschaften organisiert war. Diese Bank diente als Plattform für Finanztransaktionen und bot Dienstleistungen im Bereich Banking und Schifffahrt an. Er nutzte seine Verbindungen und sein Netzwerk, um in verschiedenen Ländern geschäftliche Interessen zu verfolgen, darunter Immobilienprojekte, Ölgeschäfte und internationale Handelsaktivitäten. 2006 verschmolz die Inter Maritime Bank mit der Bank Hapoalim.

### Aktivitäten in Antigua
Bruce Rappaport war im Bankwesen, in der Wirtschaft und in der Politik auf der Insel Antigua sehr einflussreich. So fungierte Rappaport als Botschafter Antiguas für Russland und Israel. Antigua diente Rappaport als zentraler Knotenpunkt für seine Geschäfte, insbesondere im Offshore-Banking. Im Jahr 2006 verklagte jedoch die Regierung von Antigua und Barbuda zahlreiche ehemalige Regierungsbeamte und Bruce Rappaport. In der Klage wurde behauptet, dass Bruce Rappaport durch seine Rolle bei der Neuverhandlung über eine Entsalzungsanlage 14 Millionen Dollar veruntreut habe. Im Februar 2009 wurde ein Vergleich bekannt gegeben. Bruce Rappaport erklärte sich bereit, 12 Millionen Dollar der veruntreuten Gelder zurückzuzahlen.

#### Swiss American Bank
Im April 1983 gründete Rappaport die Swiss American Bank Ltd, die später in Global Bank of Commerce, Ltd umbenannt wurde und in Antigua reguliert wurde. In den 1990er Jahren beschuldigten US-Behörden die Swiss American Bank und die Swiss American National Bank der Geldwäsche von Erlösen aus illegalen Drogengeschäften. 1999 kam es zu einer Klage in New York vonseiten der US-Regierung. Die Klage ging auf eine Vereinbarung mit John E. Fitzgerald zurück, der zugab, 7 Millionen Dollar über zahlreiche Briefkastenfirmen gewaschen und die Gelder schließlich bei der Swiss American Bank deponiert zu haben. Anstatt das Geld an die Regierung der Vereinigten Staaten zurückzugeben, zahlte die Swiss American Bank 5 Millionen Dollar an die Regierung von Antigua und Barbuda und zahlte 880.000 Dollar auf ein Konto bei der Bank of Bermuda ein. Lester Bird, der ehemalige Premierminister von Antigua, erklärte später, dass wichtige Unterlagen für den Fall bei einem Hurrikan verloren gegangen seien.
Am 1. März 2006 reichte die Regierung von Antigua und Barbuda Klage gegen den ehemaligen Premierminister Lester Bird, Bruce Rappaport und andere Angeklagte ein. In der Klage wurde behauptet, dass die Swiss American Bank, Bruce Rappaport und andere über 41 Millionen US-Dollar veruntreut hätten.

#### Waffenhandel
Bruce Rappaport, Maurice Sarfati und Yair Klein waren in den „Guns for Antigua“-Skandal verwickelt, bei dem es um die Lieferung von in Israel hergestellten Waffen über Antigua an das Medellín-Kartell in Kolumbien ging. Die Affäre wurde von der Royal Commission 1989 aufgedeckt, nachdem entdeckt worden war, dass mehrere Morde in Kolumbien mit israelischen Waffen verübt worden waren, darunter der Mord an dem Politiker Luis Carlos Galán. Diese Waffen waren über Antigua verschifft worden und angeblich für die Antigua and Barbuda Defence Force bestimmt, die von den Vereinigten Staaten kostenlos ausgerüstet werden. Rappaport hatte die Finanzierung und das Land auf Antigua für eine Melonenfarm zur Verfügung gestellt, über die die Waffen von Israel über Antigua nach Kolumbien geschleust wurden.

### Indonesien
In den frühen 1970er Jahren unterzeichnete General Ibnu Sutowo zahlreiche Öltanker-Charterverträge mit Bruce Rappaport, um den Öltransport für das indonesische Staatsunternehmen Pertamina zu gewährleisten. Rappaport hatte dabei Sutowo mit persönlichen „Krediten“ in Millionenhöhe versorgt. Im April 1977 wurde General Ibnu Sutowo wegen seiner Geschäfte mit Rappaport unter Hausarrest gestellt und Rappaport wurde beschuldigt, die Preise in die Höhe zu treiben und Pertamina und Indonesien in den Bankrott zu treiben. Es kam zu einem Rechtsstreit, nach dessen Ende Indonesien eine Vergleichssumme von 150 Millionen US-Dollar an Inter Maritime zahlte, bei ausstehenden Verpflichtungen in Höhe von 1,55 Milliarden US-Dollar.

### Bank of New York
1982 erwarb Rappaport 7,5 % der Anteile an der Bank of New York (BoNY), welche er später wieder verkaufte. 1990 erwarb die BoNY jedoch 19,8 % der Anteile an der Inter Maritime Bank, wodurch die Bank of New York-Inter Maritime entstand, wobei der Anteil später auf 28 % erhöht wurde. Am 19. August 1999 gab die BoNY bekannt, bei den Ermittlungen zu einer Geldwäscheoperation in Höhe von 10 Milliarden Dollar zu kooperieren. Bruce Rappaport stand im Mittelpunkt der Ermittlungen, ebenso wie die Bank of New York-InterMaritime, die in großem Umfang Geschäfte mit Russland tätigte. Angeblich hatte seine Bank of New York-Inter Maritime Gelder für den russischen Gangster Semjon Mogilewitsch gewaschen. Im Jahr 1999 wurde eine Aktionärsklage gegen die Bank of New York eingereicht. In der Klage wurden Rappaport und die Bank of New York unter anderem der Geldwäsche und der Verwicklung in das russische organisierte Verbrechen beschuldigt und Rappaport als „internationaler Finanzier mit fragwürdigem Hintergrund“ bezeichnet.

### Irak-Jordanien Pipeline
In den 1980er Jahren wurde James McKay, ein unabhängiger Staatsanwalt, damit beauftragt, Unregelmäßigkeiten während der Amtszeit von Edwin Meese zu untersuchen, der US-Generalstaatsanwalt war. Im Rahmen dieser Untersuchung untersuchte McKay die Beteiligung von Meese an einem Pipeline-Deal der Bechtel Corporation im Nahen Osten. Die Pipeline sollte vom Irak nach Jordanien führen und war von Edwin Meese, Shimon Peres, Bruce Rappaport, Robert C. McFarlane und anderen ausgehandelt worden. Die Pipeline sollte den Export irakischen Erdöls während des Iran-Irak-Kriegs sicherstellen, wurde jedoch nie gebaut. Rappaports Rolle bestand angeblich darin, israelische Beamte in der Regierung von Schimon Peres zu bestechen und sicherzustellen, dass Teile des Milliardenprojekts als Schmiergeld an die israelische Arbeitspartei weitergeleitet wurden. Später, im Jahr 2006, wurde gegen Peres wegen der Annahme einer illegalen Wahlkampfspende von Rappaport in Höhe von 100.000 Dollar ermittelt.

### Bank of Credit and Commerce International
1987 ermittelte der unabhängige Anwalt Robert McKay gegen Bruce Rappaport wegen Aktivitäten, die er im Auftrag des CIA-Direktors William Casey unternahm. Zu diesen Aktivitäten gehörten der Kauf der antiguanischen Melonenfarm für israelische Waffenhändler, die wichtige Kunden der kriminellen Bank BCCI in Miami waren, und die Aufnahme von Alfred Hartmann (BCCI-Mitarbeiter) in den Vorstand der Inter Maritime Bank in Genf und New York. Rappaport war ein persönlicher Freund von CIA-Direktor Casey und ging mit diesem Golfspielen.
Rappaport war auch die Person, die angeblich Bankkonten kontrollierte, auf denen 10 Millionen Dollar für die Contras eingingen. Die Schweizer Behörden teilten den Untersuchungsausschüssen mit, dass die 10 Millionen Dollar verschwunden seien und „irrtümlich“ an einen Schweizer Geschäftsmann geflossen seien, der das Geld dann nach Aufdeckung der Iran-Contra-Affäre zurückgab. In Presseberichten wurde behauptet, dass es sich bei dem Geschäftsmann um Rappaport handelte.

### Russland
1990 traf Rappaport mit Michail Gorbatschow zusammen, der Rappaports anschließende Bemühungen um die Modernisierung von 30 sowjetischen Werften unterstützte. Seine Banken waren an der Werft von Wyborg beteiligt, bevor Ilja Traber mit Unterstützung von Alexander Dobrowinski 1994 Eigentümer der Anlagen wurde. Rappaport unterhielt auch Geschäftsbeziehungen zur Bank Menatep des Oligarchen Michail Chodorkowski.

### Philanthropie
Bruce und seine Frau Ruth Rappaport trugen zur Errichtung des Gebäudes der medizinischen Fakultät des Technion (gegründet 1979) bei, das den Namen The Ruth and Bruce Rappaport Faculty of Medicine trägt, und gründeten das Rappaport-Forschungsinstitut des Technion. Nach seinem Tod veröffentlichte das Technion eine Erklärung, in der ihm für seine Beiträge zur Universität gedankt wurde. Er stiftete das Rappaport Center for Culture and Art in Haifa, das Rappaport Center for the Research of Assimilation an der Bar-Ilan-Universität und die Ruth and Bruce Rappaport Sculpture Gallery im Tel Aviv Museum of Art. In Haifa ist der Baruch Rapaport Square zu seinen Ehren benannt.
In Genf spendete Rappaport Millionen von Dollar an jüdische und nichtjüdische Organisationen, darunter Waisenhäuser, Kindertagesstätten, Forschungsinstitute und Krankenhäuser in den Vereinigten Staaten, Israel und anderswo. Seine Frau, Ruth Rappaport, war Co-Präsidentin des Genfer Zweigs der Women's International Zionist Organization.
Bruce und Ruth Rappaport gründeten 2006 die Bruce und Ruth Rappaport Foundation.